# Powhatan (Arkansas)
Powhatan es un pueblo ubicado en el condado de Lawrence en el estado estadounidense de Arkansas. En el Censo de 2010 tenía una población de 72 habitantes y una densidad poblacional de 112,09 personas por km².

## Geografía
Powhatan se encuentra ubicado en las coordenadas 36°5′5″N 91°7′15″O / 36.08472, -91.12083. Según la Oficina del Censo de los Estados Unidos, Powhatan tiene una superficie total de 0.64 km², de la cual 0.64 km² corresponden a tierra firme y (0%) 0 km² es agua.

## Demografía
Según el censo de 2010, había 72 personas residiendo en Powhatan. La densidad de población era de 112,09 hab./km². De los 72 habitantes, Powhatan estaba compuesto por el 100% blancos, el 0% eran afroamericanos, el 0% eran amerindios, el 0% eran asiáticos, el 0% eran isleños del Pacífico, el 0% eran de otras razas y el 0% pertenecían a dos o más razas. Del total de la población el 0% eran hispanos o latinos de cualquier raza.